# Бронислава Вајс Папуша
Бронислава Вајс (Лублин, 17. август 1908. или 10. мај 1910 — Иновроцлав, 8. фебруар 1987), познатија као Папуша, ромска је песникиња и певачица.

## Биографија
Рођена у Лублину 17. августа 1908. или 10. маја 1910. Није прецизиран датум њеног рођења. О њеној будућности одлучено је треће ноћи након рођења. Говорило се да „или ће донети велику част, или велику срамоту”. Одрасла је номадским начином живота са својом породицом у Пољској. Због њене лепоте назвали су је Папуша, што на ромском језику значи лутка. Пошто јој је очух био пијаница и коцкар, а мајка неука, молила је децу која су ишла у школу да јој покажу слова. Научила је да чита тако што је крала кокоши, тргујући у замену за лекције са локалним сељанима. Захваљујући јеврејској породици која је живела у близини, прочитала је пуно радова и много књига.
Удата је у традиционалној церемонији са 15 година за много старијег и поштованог харфисту Дионизи Вајса. Учествовала је у певању, заједно са супругом на харфи. Убрзо након што је научила да пева, почела је да компонује сопствене баладе и песме засноване на традиционалном ромском приповедању и писала је текстове песама. Породица Вајс састојала се углавном од музичара и харфиста. Путовали су по градовима и селима, свирали у гостионицама, на сајмовима и свадбама.
Између 1954-1981. године живела је у граду Гожов Вјелкополски, где се ромски караван заувек зауставио. У ромској заједници сусрела се с презиром јер се одрекла традиционалне женске улоге. Одбачена због своје неплодности, оптужена за откривање детаља ромског језика, културе, обичаја и племенских тајни, избачена је из заједнице. Након тога, провела је 8 месеци у менталној болници, а затим следеће 34 године свог живота сама. Умрла је 8. фебруара 1987 године у Иновроцлаву.

## Стваралаштво
Пољски песник, Јиржиј Фицовски, бежећи од тајне полиције, придружио се каравану Дионизи Вајс 1949. године. Брзо је приметио литерарну вредност импровизованих песама Брониславе. У својој поезији, која извире из ромске народне традиције, она описује судбину свог народа, изражава његове навике и чежње. Њене песме, без правилног ритма, понекад се граниче са причом. Песме је често објављивала од касних четрдесетих до средине 50-их, када је била уклоњена из живота Рома, најпре у пољским књижевним часописима, а потом у властитим књигама. Њен првенац била је песма, преведена са ромског језика у публикацији „Нова Kултура” 1951. године. Прве преведене скице Фицовски је послао Јулиану Тувиму који је заузврат допринео њеним објављивањима. Након објављивања збирке „Песме Папуше” из 1956. године, постала је позната.

## Објављене збирке песама
- Песме Папуше (1956)
- Изговорене песме (1973)
- Шумо, оче мој (1990)
- Папуша, велика тајна - Избор текстова (1992)

## Награде
- Лубушка награда културе (1958)
- Награда Министарства културе (1978)
- Културна награда „Надодрза” (1978)
- Награда Гожова (1978)[4]

## Филм
У режији Џоане Кос Крауце и Криштофа Крауцеа, 2013. године снимљен је црно-бели филм „Папуша” о животу песникиње, али и догађајима битним за модерну историју њене етничке групе. Аутори проблематизују нестајање ромских предања, физичке и моралне губитке које су претрпели због одрицања од номадске егзистенције. Иако је Бронислава центар интересовања филма, тек се у његовој другој половини склапају делови приче који се односе на њену младост, несрећан брак, песничку личност и стваралаштво.